# Antônio Cândido da Cruz Machado
Antônio Cândido da Cruz Machado, Visconde de Serro Frio (distrito de Ouro Preto, Ouro Branco, 11 de março de 1820 — Rio de Janeiro, 12 de fevereiro de 1905), foi um advogado e político brasileiro.

## Biografia
Natural do distrito de Ouro Preto (atual Ouro Branco), sua origem é de família humilde. Fez os seus estudos em Serro, onde viveu grande parte da adolescência e juventude e cidade onde foi professor de latim, juiz de paz e promotor em 1842.
Foi vereador, deputado provincial e deputado geral, presidente de província (Goiás, Maranhão e Bahia) e senador do Império do Brasil de 1874 a 1889. Foi também coronel da Guarda Nacional.

Como deputado apresentou projeto de redivisão de alguma províncias, como mostro o mapa do que seria, em 1873, a província do Araguaia, atual Tocantins.(Arquivo Nacional)

Quando deputado, foi um dos defensores da emancipação político da província do Paraná. Como senador, presidiu a seção do senado que aprovou a abolição da escravatura, em 13 de maio de 1888. Pelo ocorrido, além dos serviços prestados ao império, recebeu o título de visconde do Serro Frio em 16 de maio de 1888. Com o fim da monarquia, abandonou a vida pública, deixando publicados vários discursos e interessantes projetos para uma nova divisão administrativa do Brasil e para a construção de estradas de ferro em Minas Gerais.
Foi agraciado como comendador da Imperial Ordem da Rosa, graças a ações que executou como promotor nas Revoltas liberais de 1842. Também recebeu a comenda Ordem Nacional do Cruzeiro do Sul.

## Morte
Morreu no Rio de Janeiro em 12 de fevereiro de 1905. Foi casado com Josefhina Ferreira Carneiro Cruz Machado e teve dois filhos: Arthur Cruz Machado (médico) e Ibrahim Machado (tabelião).